# Échevannes (Doubs)
Échevannes è un comune francese di 87 abitanti situato nel dipartimento del Doubs nella regione della Borgogna-Franca Contea.

## Storia

### Simboli
Il nibbio rappresenta la fauna di montagna, poiché molti di questi uccelli volteggiano lungo le pareti rocciose della valle. Lo scaglione verde evoca le alture dell'altopiano della Barèche, lo sfondo azzurro simboleggia il cielo.

## Società

### Evoluzione demografica
Abitanti censiti